# 백만엔걸 스즈코
《백만엔걸 스즈코》(일본어: 百万円と苦虫女)는 2008년 개봉한 일본의 드라마 영화이다. 타나다 유키가 감독과를 맡았다.